# Düsseldorfer Deckel
Der Düsseldorfer Deckel ist eine Deckelbauweise für Tunnel und tiefe Baugruben, die in den 1970er Jahren zuerst beim U-Bahn-Bau in Düsseldorf angewandt wurde. Später wurde sie auch zur Sicherung und Aussteifung anderer Baugruben verwendet, z. B. für Hochhäuser. 
Die Baugrube wird dabei durch eine Platte (einen Deckel) abgedeckt und ihre Wände dadurch ausgesteift, anstatt rückwärtige Erdanker zu verwenden.

## U-Bahn-Bau
In den 1970ern und 1980ern wurde in Düsseldorf die Straßenbahn teilweise unter die Erde verlegt (siehe Geschichte der Düsseldorfer Straßenbahn). Dabei wurde zunächst eine Platte aus Beton gegossen, die entlang der zukünftigen unterirdischen Fahrbahntrasse verlief und oberflächenbündig zum bestehenden Straßenniveau hergestellt wurde. Auf der Platte konnten dann die oberirdischen Verkehrsflächen bereits wieder hergestellt werden, während darunter der Tunnel ausgehoben wurde.
An breiten Straßen kann halbseitig gearbeitet werden, so dass die andere Straßenhälfte weiterhin für den Verkehr zur Verfügung steht.
Zu Beginn werden die Seiten der zukünftigen Baugrube als Schlitzwände hergestellt. Auf die Wände sowie auf Hilfsstützen wird der Deckel betoniert. Wenn der Deckel auf beiden Straßenseiten hergestellt ist, wird das Erdreich darunter ausgehoben und Tunnel, Gleisbett und U-Bahnhöfe können fertiggestellt werden.

## Baugruben für Hochhäuser
Inzwischen wird das Verfahren auch für Baugruben von Hochhäusern angewandt, zuerst beim Bau des City-Center Kö-Galerie in Düsseldorf 1985 bis 1987. Zuerst wurde auf Straßenniveau die Deckenplatte betoniert, dann wurde die Grube darunter für vier Tiefgaragenebenen ausgehoben und das oberirdische Gebäude errichtet.
Auch beim Düsseldorfer Bürohochhaus Sky Office mit vier Untergeschossen wurden die Baugrubenwände mit einem Deckel ausgesteift, so dass keine Verankerung zu den Nachbargrundstücken hin benötigt wurde, um Setzungen der bestehenden Gebäude zu verhindern. Die Baugrube wurde durch die Deckelplatte nur zu 50 % überdeckt, so dass die Zugänglichkeit für Baumaschinen und Material kaum behindert wurde.